# Terminale D
Pour un article plus général, voir Classe de terminale française.
La terminale D est une ancienne classe de lycée française, spécialisée en mathématiques et sciences de la nature. Elle faisait partie avec les Terminale C et Terminale E du baccalauréat scientifique. Elle est remplacée en 1995 par la terminale scientifique avant que les séries du baccalauréat soient supprimées en 2020.
Cette dénomination existe encore dans des pays francophones comme le Cameroun, la République du Congo, le Togo, le Tchad et la Côte d'Ivoire[réf. nécessaire].